# بسقرة
بلدية بسْقَرَة أو بسْكَرَة أو بيجاسترو (بالإسبانية: Bigastro)‏, هي بلدية تقع في مقاطعة لقنت. جنوب شرق إسبانيا. يبلغ عدد سكانها 6.450 نسمة.

## أعلام
- مانويل مارتينيز لارا
- فرنسيسكو غراو